# Stasî, Cernihiv
Stasî (în ucraineană Стаси) este un sat în comuna Terehivka din raionul Cernihiv, regiunea Cernihiv, Ucraina.

## Demografie
Componența lingvistică a localității Stasî
     Ucraineană (98,51%)
     Rusă (1,49%)
Conform recensământului din 2001, majoritatea populației localității Stasî era vorbitoare de ucraineană (98,51%), existând în minoritate și vorbitori de rusă (1,49%).